# 蛇崩川
蛇崩川（じゃくずれがわ）は、東京都世田谷区および目黒区を流れる二級河川。目黒川水系の支流である。

## 地理

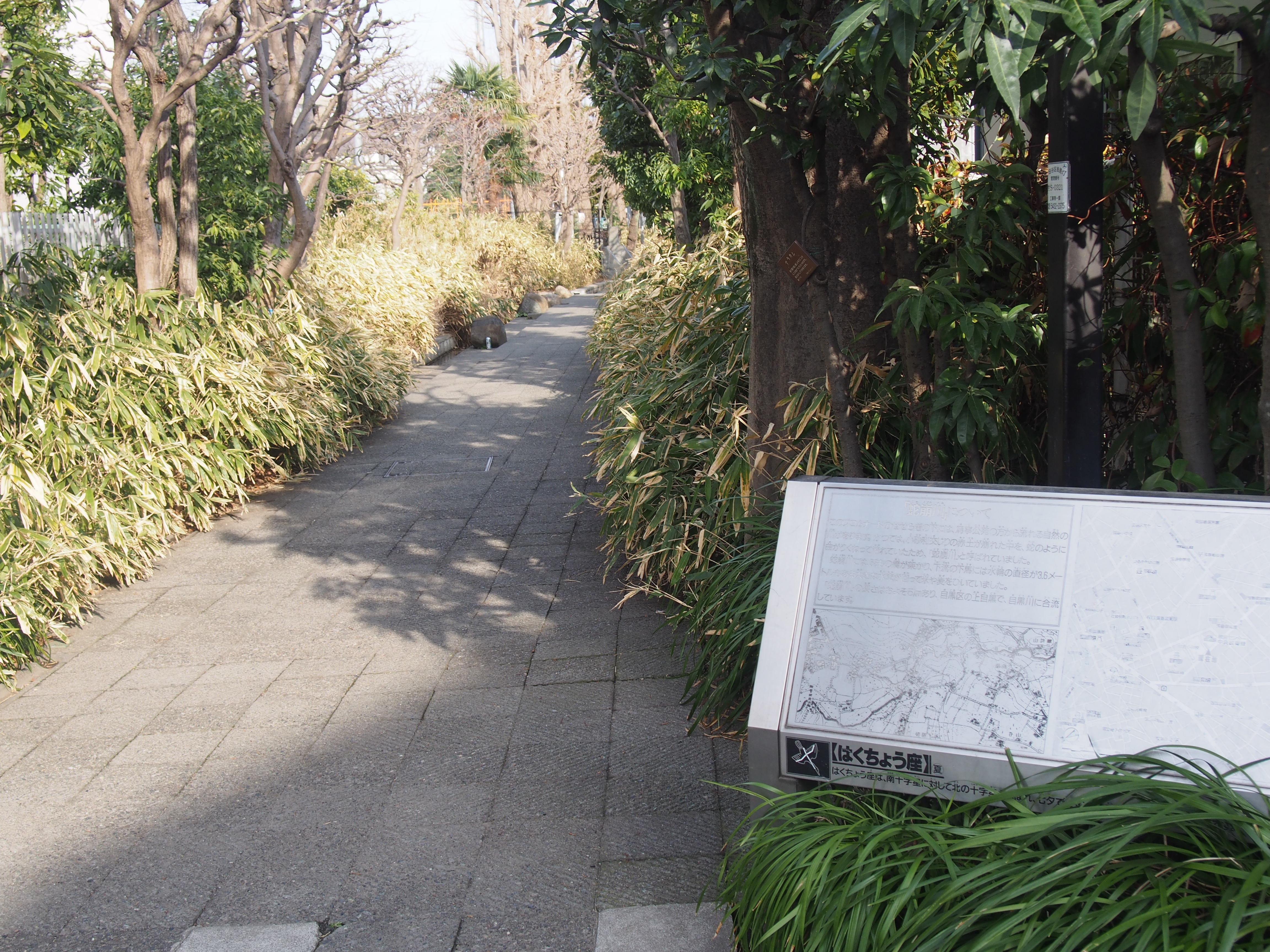
世田谷区弦巻付近の蛇崩川緑道

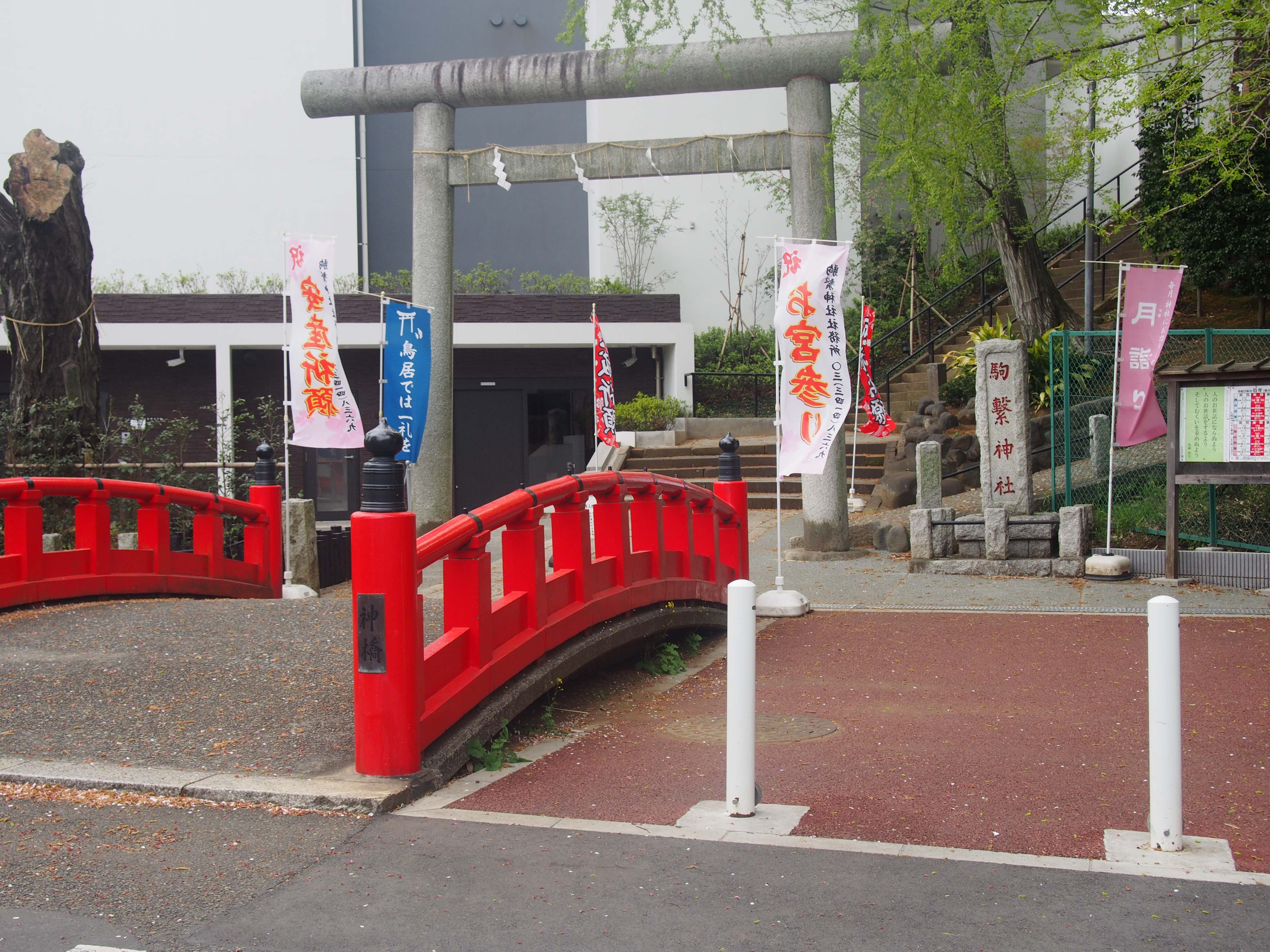
世田谷区下馬にある駒繋神社の前にある蛇崩川の跡

東京都世田谷区弦巻五丁目の馬事公苑付近より、北へは同じ目黒川系である烏山川への支流が、南へは谷沢川への支流が、東へは蛇崩川本流が源を発する。昔は品川用水の悪水吐からの水も受けていたものと考えられている。
東急バス弦巻営業所の敷地内を通り（ちなみに東急バス目黒営業所も、同じ目黒川の支流である六畝川の源流となっている）、弦巻三丁目にて桜新町二丁目からの支流（南に流れる呑川と源流が分水嶺の関係にあり、途中東急バスのバス停に山谷橋という名が残っている）を合わせる。弦巻通りと平行して世田谷警察署付近で玉川通りと交差し、下馬一丁目にて野沢公園付近からの支流を合わせ、目黒区に入る。この付近を蛇崩という。上目黒四丁目で祐天寺駅付近からの支流（こちらも同じ目黒川の支流である谷戸前川と源流同士が近い）を合わせ、東急東横線・東京メトロ日比谷線の中目黒駅付近で目黒川に合流する。
昭和50年代から平成初期にかけて暗渠化され現在に至る。本流で最後まで開渠であったのは、松丘小学校から弦巻通りまでの区間であった（後述の目黒川合流部を除く）。支流も含めてほぼ全域が暗渠化されており、開渠になっているのは目黒川合流部の数mの区間のみとなっている。暗渠部分のほとんどは緑道として整備されている。
ほぼ全域が下水道幹線に転用されており、汚水の一部が東横線高架手前のマンホール内で分水され、主に降雨時に目黒川に越流している。

## 名称の由来

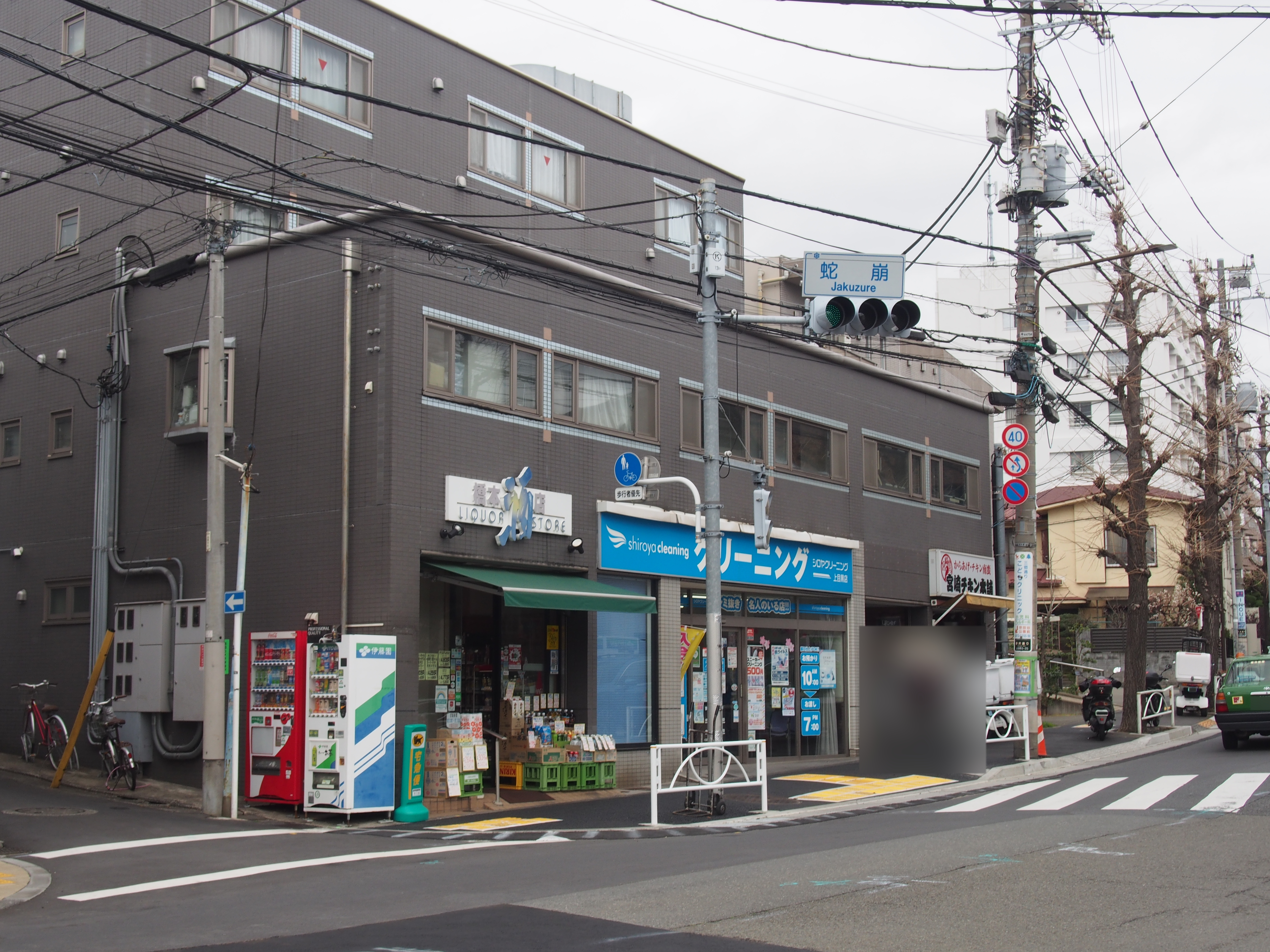
蛇崩交差点

大水で崖が崩れた際にそこから大蛇が出てきたから、などいくつかの説がある。1889年（明治22年）から1932年（昭和7年）までは「蛇崩」という地名もあった。現在でも目黒区上目黒4丁目の野沢通りに「蛇崩」の交差点名が残る。

## 流域の自治体
東京都
世田谷区、目黒区